# ألفونسو برونو
ألفونسو برونو (بالإسبانية: Alfonso Bruno) هو عداء سريع فنزويلي، ولد في 1933.

## وصلات خارجية
- ألفونسو برونو على موقع أوليمبيديا (الإنجليزية)